# Triacanthella clavata
Triacanthella clavata är en urinsektsart som först beskrevs av Willem 1902.  Triacanthella clavata ingår i släktet Triacanthella och familjen Hypogastruridae. Inga underarter finns listade i Catalogue of Life.